# Bello (Kolumbien)
Bello ist eine Gemeinde (Municipio) im Departamento Antioquia in Kolumbien. Es trägt den Namen des südamerikanischen Philosophen, Völkerrechtlers, Philologen und Dichters Andrés Bello.
Die Stadt liegt im Aburrá-Tal zehn Kilometer nördlich von Medellín und gehört zu dessen Metropolregion, der Metropolregion Valle de Aburrá. Die Einwohner nennen sich bellanitas.

## Geographie
Bello liegt auf einer Höhe von ungefähr 1450 m ü. NN Metern und zehn Kilometer nördlich vom Stadtzentrum von Medellín. An die Stadt grenzen im Norden San Pedro de los Milagros, im Osten Copacabana, im Westen Medellín und San Jerónimo und im Süden Medellín.

## Bevölkerung
Die Gemeinde Bello hat 569.488 Einwohner, von denen 553.990 im städtischen Teil (cabecera municipal) der Gemeinde leben. In der Metropolregion leben 4.173.692 Menschen (Stand: 2022).

## Geschichte
Bello wurde 1676 von dem Spanier Gaspar de Rodas gegründet. Laut den Chroniken war es im Juli 1541 als Truppen von Jeronimo Luis Tejelo den Weg in das breite Tal Los Aburrá fanden. Indigene Bauern hatten dort eine verstreute Siedlung mit Häusern eingerichtet. Sie bewohnten vor allem die Siedlung Niquías, heute Stadtteil von Bello. Im Jahre 1574 hatte Gaspar de Rhodes auf dem Rathaus von Santa Fe de Antioquia um Landbewilligung im Tal des Aburrá nachgefragt, um es einerseits für Viehweiden und Verpflegungsstationen zu nutzen, andererseits um die Eroberungszüge mit Nahrungsmittel zu versorgen. Ab 1576 wurde seinem Wunsch entsprochen. So durfte er die Domäne im Namen der spanischen Krone nutzen sowie die Herrschaft über das Land und deren Stifte, Dörfer und Herden ausüben. Ab 1613 nannte man den Ort Hato Viejo, anstatt Hato Rhodes oder Aburra, um ihn von späteren Siedlungen zu unterscheiden.

## Verkehr
Bello ist an das Metronetz von Medellín angeschlossen. Die Fahrt zwischen den beiden Zentren dauert 15 Minuten.

## Sport
In Bello war 2014 der Fußballverein Deportivo Rionegro ansässig, der in der kolumbianischen zweiten Liga spielt. Nach einem Jahr zog der Verein weiter nach Turbo. Von 1995 bis 2007 existierte zudem der Verein Atlético Bello, der zwölf Jahre in der zweiten Liga spielte, aber 2007 sein Startrecht an Atlético Juventud verkaufte. Beide Vereine trugen ihre Heimspiele im Estadio Tulio Ospina aus, das heute eine Kapazität von ca. 12.000 Plätzen hat. Bello war ein Austragungsort verschiedener Wettkämpfe der Südamerikaspiele, die 2010 in Medellín veranstaltet wurden. In Bello wurden die Inline-Speedskating-Weltmeisterschaften 1990 ausgetragen.

## Persönlichkeiten
- Víctor Manuel Ochoa Cadavid (1962–2025), römisch-katholischer Geistlicher, Bischof von Málaga-Soatá (2011–2015) und Cúcuta (2015–2020) sowie Militärbischof von Kolumbien (seit 2020)
- Lorena Bedoya (* 1997), Fußballspielerin
- Fredy Valencia (* 2001), Fußballspieler